# 임종윤
임종윤(1966년 12월 12일 ~ 현재)은 대한민국의 배우이다. 1992년 영화 '가을여행'으로 데뷔했다.

## 학력
- 중앙대학교 연극영화학 학사
- 중앙대학교  예술대학원 영화전공 졸업

## 출연 작품

### 영화
| 연도   | 제목                     | 배역           |
| ------ | ------------------------ | -------------- |
| 2017년 | 《장산범》               | 박 형사 역     |
| 2016년 | 《봉이 김선달》          | 이성계 역      |
| 2015년 | 《조선마술사》           | 찬극 역        |
| 2015년 | 《미안해 사랑해 고마워》 | 기획사 대표 역 |
| 2015년 | 《살인의뢰》             | 경식 역        |
| 2015년 | 《오늘의 연애》          | 국장 역        |
| 2014년 | 《또 하나의 약속》       | 진성 부사장 역 |
| 2013년 | 《공범》                 | 김교수 역      |
| 2012년 | 《후궁: 제왕의 첩》      | 좌의정 역      |
| 2011년 | 《시선 너머》            | 수사관 역      |
| 2009년 | 《내 사랑 내 곁에》      | 배석중 역      |
| 2007년 | 《그놈 목소리》          | 이재준 역      |
| 2006년 | 《가을로》               | 부장검사 역    |
| 2006년 | 《모노폴리》             | NSI 과장 역    |
| 2005년 | 《너는 내 운명》         | 인중 역        |
| 2005년 | 《혈의 누》              | 홍 사령 역     |
| 1992년 | 《가을 여행》            | 괴한 2 역      |
| 1991년 | 《제5의 사나이》         |                |

### 텔레비전 드라마
- 2023년 KBS2 《어쩌다 마주친, 그대》 ... 2021년의 민수 역
- 2016년 OCN 《38사기동대》
- 2015년 On Style 《처음이라서》 ... 최훈의 아버지 역
- 2015년 tvN 《신분을 숨겨라》 ... 한상준 역
- 2012년 MBC 《무신》 ... 최춘명 역
- 2011년 MBC 《내 마음이 들리니》 ... 최진철의 비서 역
- 2010년 SBS 《자이언트》 ... 윤기훈 역

## 참고
- 임종윤 - 한국영화 데이터베이스